# Samsung Galaxy Tab 4 Education
Samsung Galaxy Tab 4 Education là một máy tính bảng thuộc dòng Samsung Galaxy Tab series, công bố và phát hành bởi Samsung vào 16 tháng 5 năm 2014.

## Công bố
Samsung công bố máy tính bảng trong một thông cáo báo chí rằng "Samsung cam kết cung cấp cho giáo dục bằng cách chuyển giao giáo dục". Giá ban đầu của các máy tính bảng ở mức #369.99 và sẽ có sẵn thông qua kênh đối tác Samsung trong thời gian này. Máy tính dựa trên hệ điều hành phổ biến Android của Google. Nó thuộc về dòng máy tính bảng thế hệ thứ 4 và có màn hình 10.1 inch.

## Thông số kỹ thuật
Samsung công bố rằng thiết bị sẽ hỗ trợ Google PlayStore Education và tương thích với Samsung School. Với hỗ trợ đa cửa sổ, học sinh có thể làm nhiều việc trong thời gian ngắn.
Vi xử lý 1.2 GHz ARM và RAM 1.5GB RAM vừa đủ để cho nó linh hoạt với mục đích của nó được tạo ra. Thời lượng pin lên đến 10 giờ, thiết bị còn có thể kết nối với màn hình lớn hơn vì vậy giáo viên có thể chia sẻ với tất cả các học sinh trong một lớp sử dụng cổng HDMI.
Thiết bị sẽ đi kèm với cao su siêu bền cho phép dễ cầm hơn và sử dụngan toàn hơn. Galaxy Tab 4 Education có bộ nhớ 16GB, với thẻ nhớ MicroSD lên đến 64GB.